# Tuile alsacienne

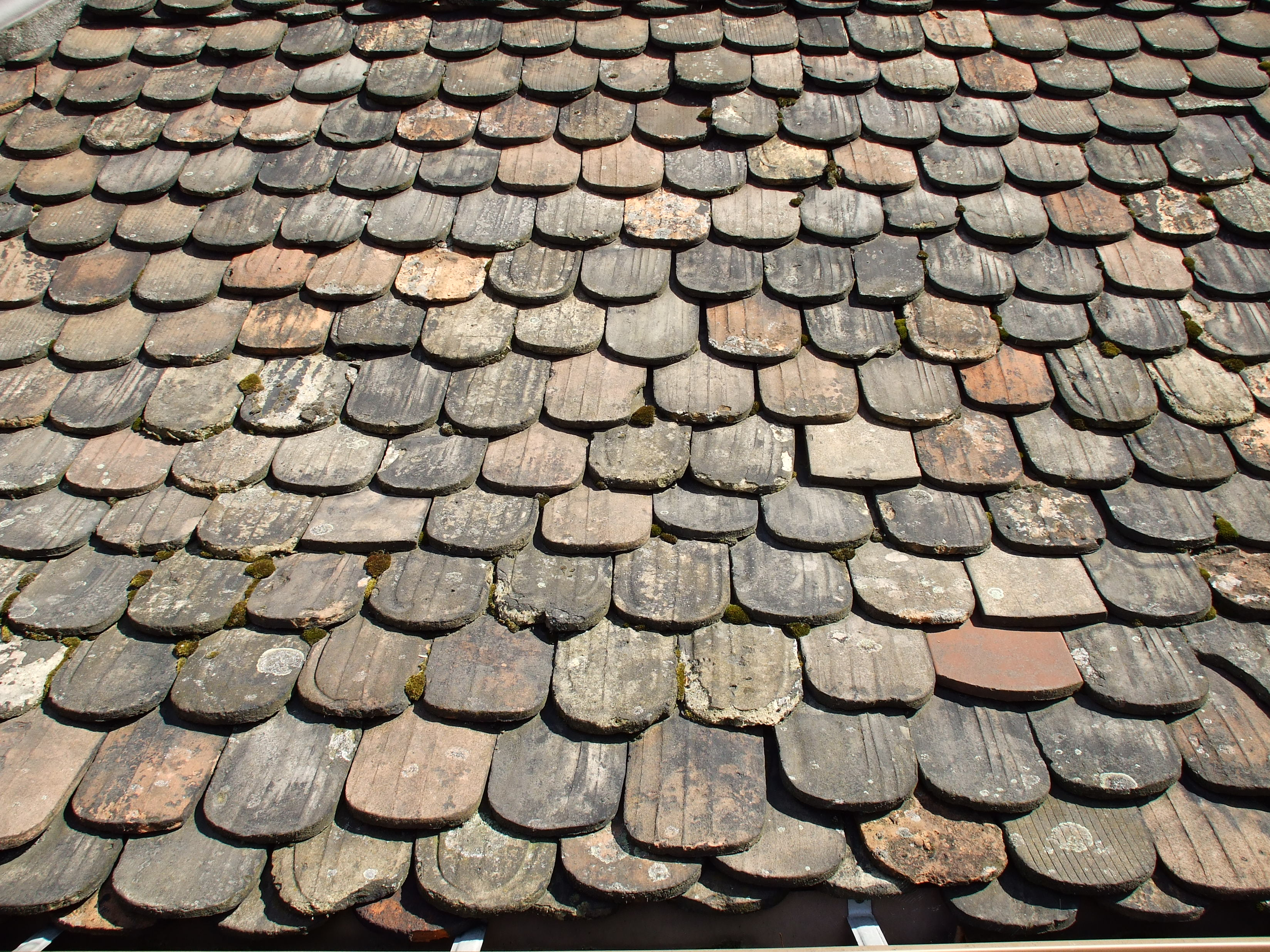
Une toiture à Strasbourg dans la Petite France, recouvrement simple. Les cannelures faites au doigt (Anstrich) permettent à l’eau de s’écouler plus facilement à la surface des tuiles.

La tuile alsacienne est le nom donné en français à un type de tuile en terre cuite généralement plate, qui se caractérise par une extrémité inférieure arrondie, dite « en queue de castor » (d'où son nom en allemand et en alémanique : Biberschwanz). Elle est disposée en écaille sur les toitures. Elle est très répandue dans une grande partie de l'Allemagne, dans plusieurs contrées d'Europe centrale, dans l'Est du Département de la Moselle ainsi qu'en Alsace où elle représente la tuile typique du bâti traditionnel alsacien. Son usage a été surtout important du XVIe siècle au XIXe siècle.

## Historique
Au Moyen Âge, beaucoup de maisons ont encore des toits de chaume et ce type de couverture va subsister dans les zones défavorisées (Ban de la Roche) jusqu'à la Première Guerre mondiale. En ville, les tuiles de terre cuite sont utilisées à la fin du Moyen Âge, parfois sous la forme de « tuiles canal » demi-rondes (par exemple sur la Tour de l'Hôpital civil à Strasbourg). Parallèlement apparaissent les tuiles plates, les plus anciennes ayant une extrémité triangulaire (certaines sont encore en place sur des toits de Wissembourg).
Ces tuiles semblent avoir fait leur apparition à Nuremberg, en Allemagne, à la fin du Moyen Âge, de là elles se sont répandues dans de nombreuses contrées de dialectes allemands, qu'elles caractérisent fortement.
Leurs formes peuvent varier, le type le plus fréquemment utilisé est la tuile dite « Biberschwanz » ou « en queue de castor », une tuile plate à extrémité arrondie. Sur le dessus, elle est munie de deux ou plusieurs cannelures faites au doigt (Anstrich), qui permettront à l'eau de s'écouler plus facilement à la surface de la tuile. Au verso, la terre est relevée en forme de crochet, le « nez », qui va servir à accrocher la tuile sur les voliges du toit.

## Recouvrement

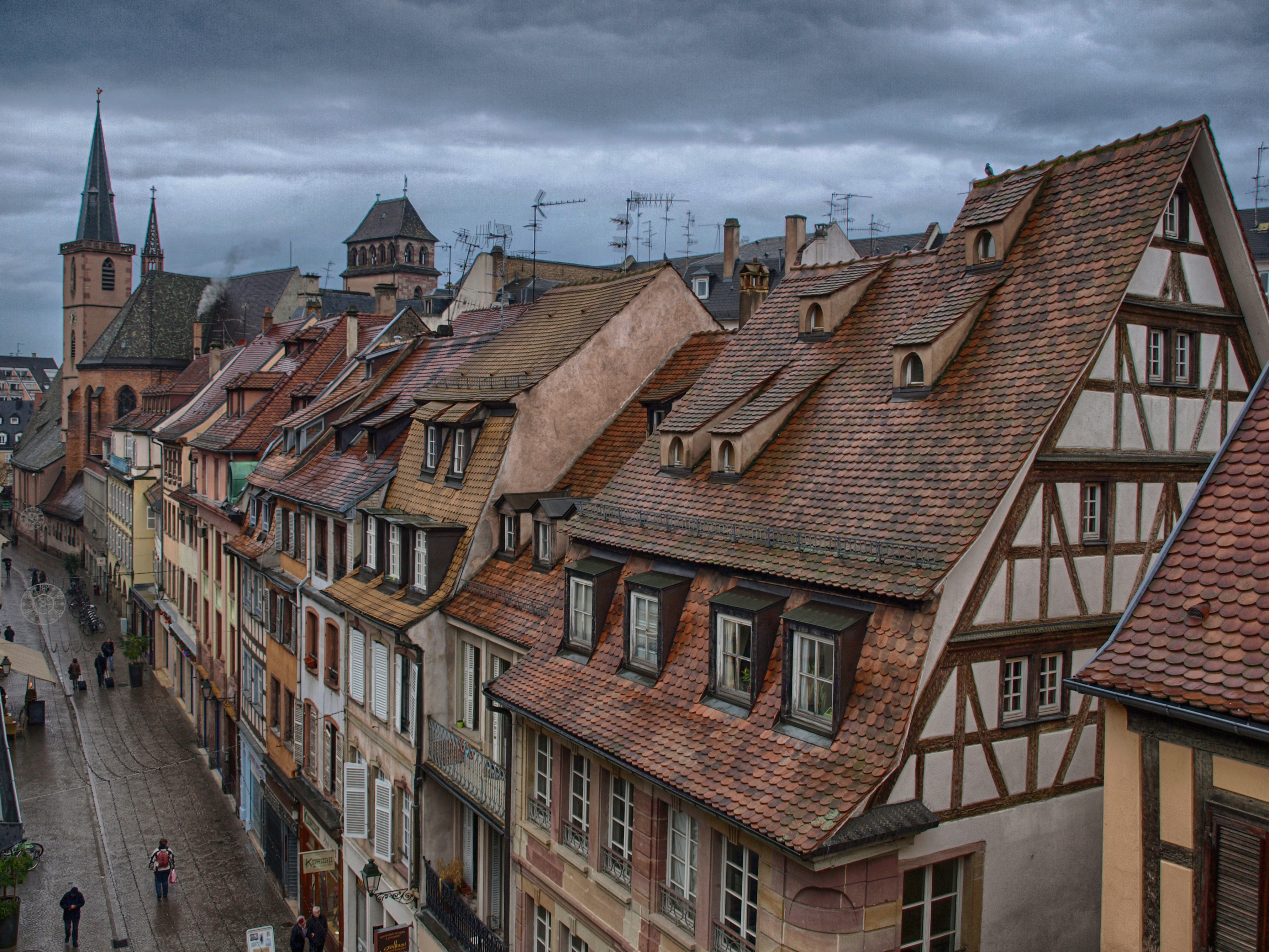
Toitures a Strasbourg
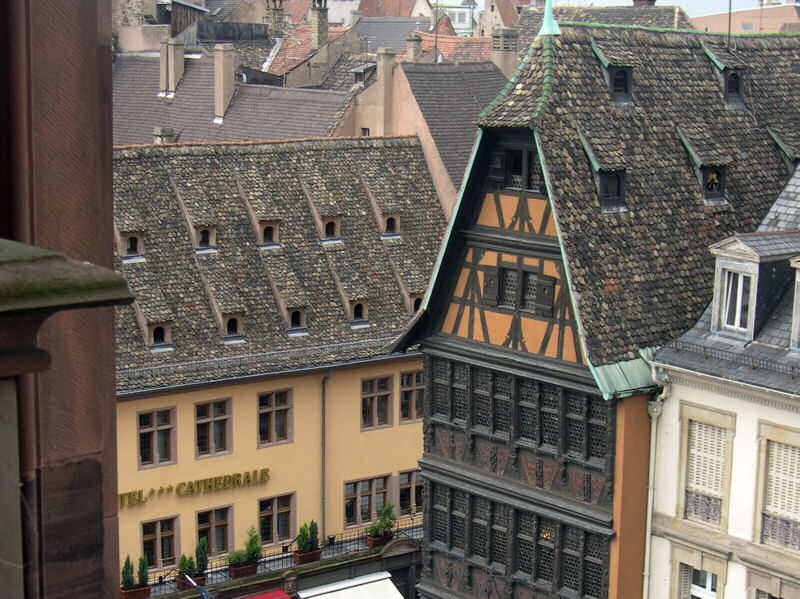
La Maison Kammerzell à Strasbourg
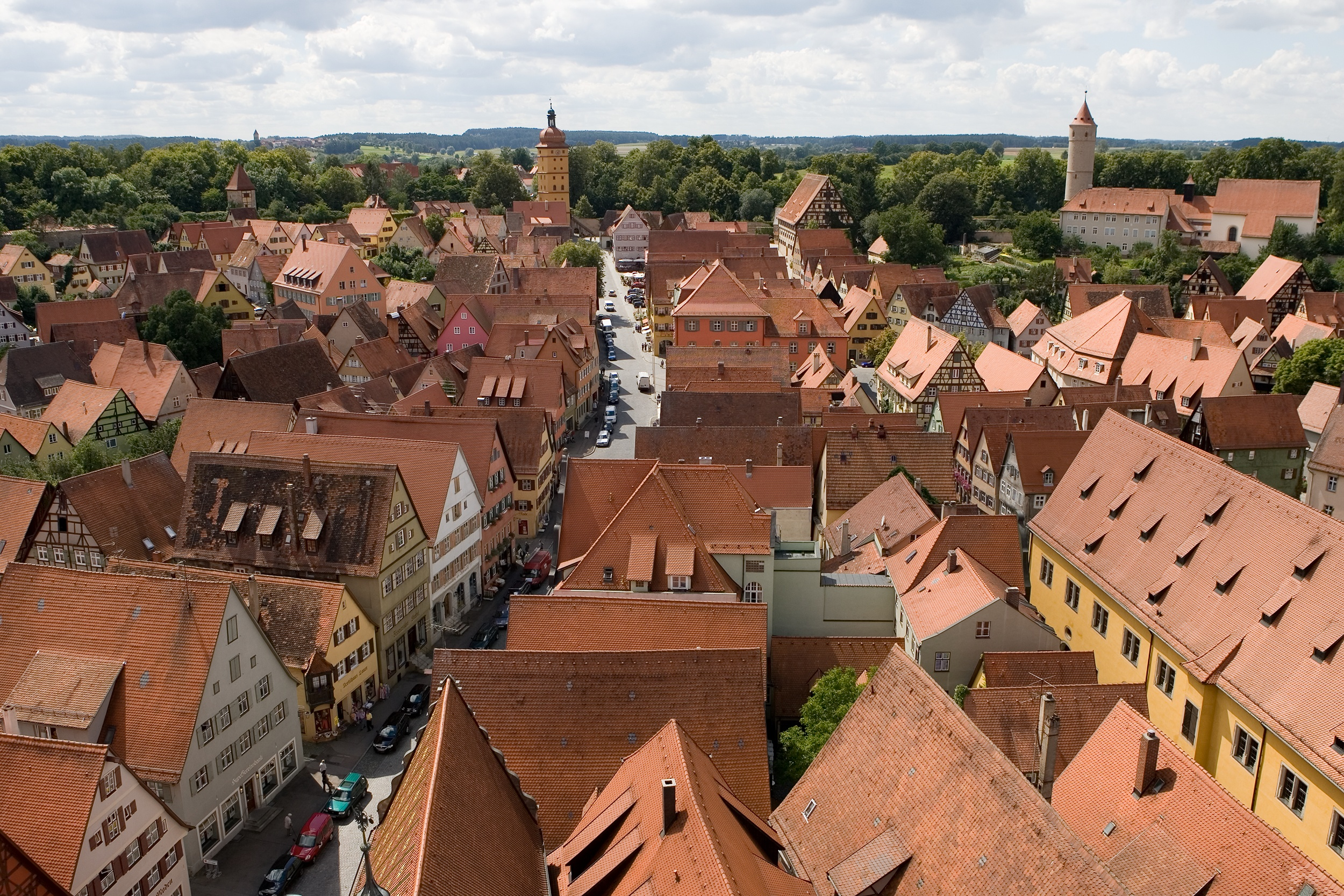
Toits de Dinkelsbühl, Allemagne
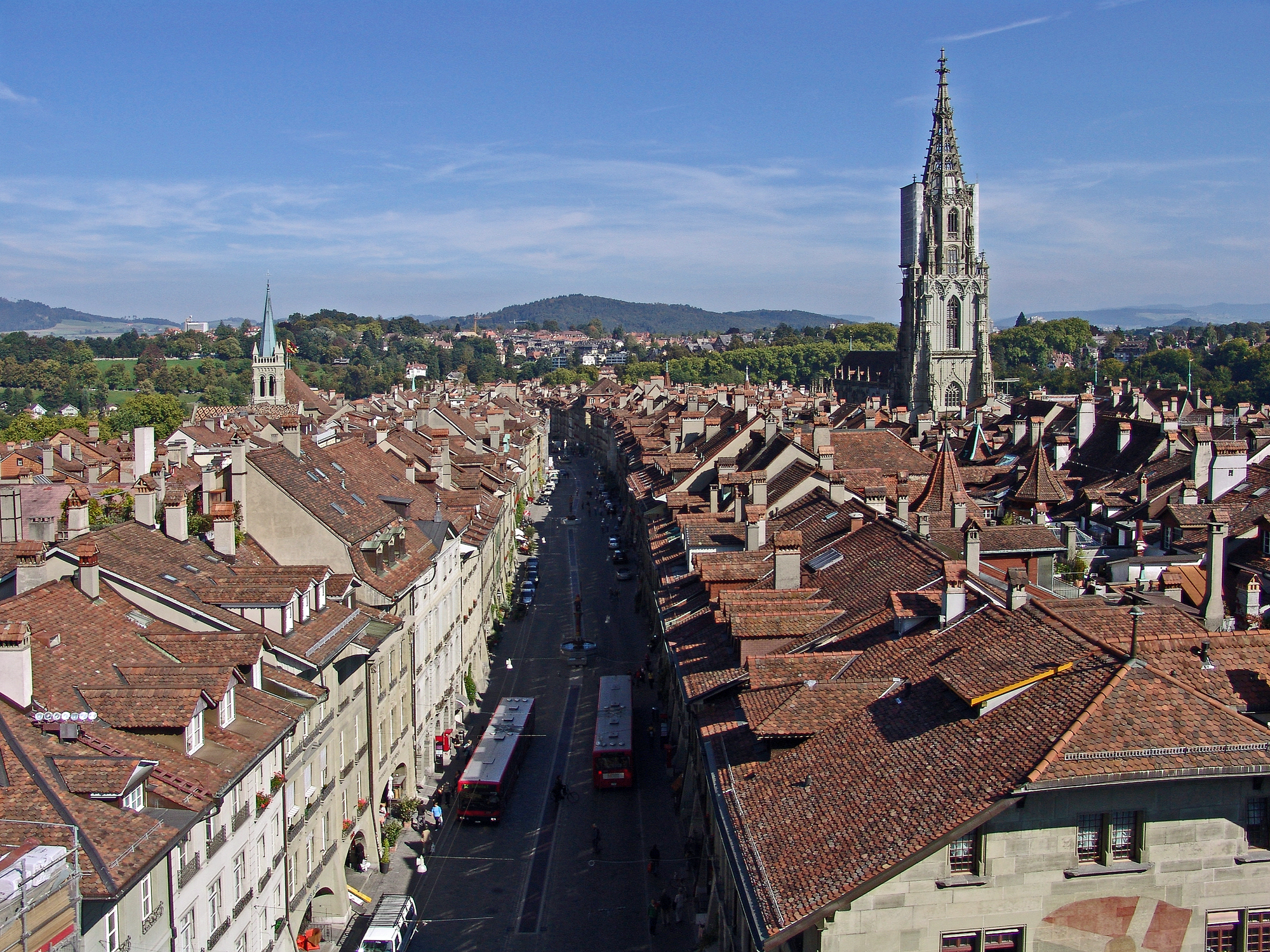
Toitures de Berne, Suisse
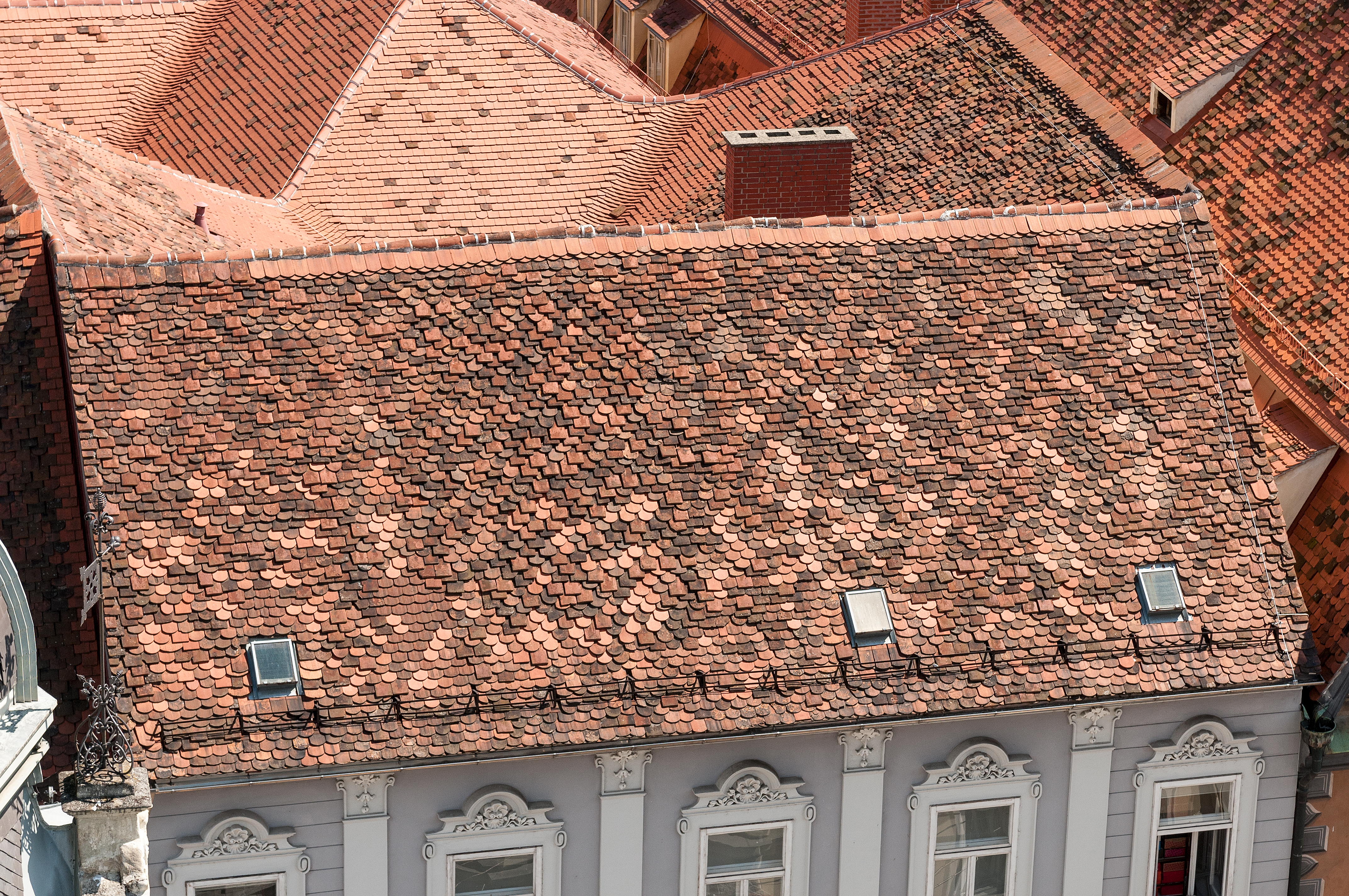
Mélange de tuiles à Graz, Autriche

Au Musée alsacien de Strasbourg, on peut voir un petit toit présentant deux types de recouvrement des tuiles (Ziejel). Elles peuvent être posées en recouvrement simple, c'est-à-dire placées côte à côte sur le toit, la rangée du dessus étant ensuite placée en quinconce. Ce dispositif est le plus fréquent, car le moins onéreux et le moins pesant pour la charpente. Par contre, il n'empêche pas l'eau de s'infiltrer entre deux tuiles, c'est pourquoi il est nécessaire de placer de minces lattes de bois de sapin (Schindle ou échandoles) sous chaque joint. Elles assurent l'étanchéité du toit à condition d'être changées régulièrement.
Le double recouvrement de tuiles est plus étanche, mais plus lourd pour la charpente et plus cher. On le trouvait plutôt sur les bâtiments publics que sur les maisons individuelles.

## Fabrication d'une tuile
Les tuileries étaient installées à proximité de réserves d'argile. L'hiver était consacré à l'extraction de l'argile, qui était mise à geler pour être de meilleure qualité, puis était malaxée avec du sable et de l'eau.
L'ouvrier tuilier utilisait un gabarit plat, en bois ou en fer, muni d'une poignée, au centre duquel il disposait une motte d'argile, qu'il aplatissait ensuite à la hauteur du moule et dont il striait légèrement la surface au doigt. C'est à ce moment-là qu'il pouvait tracer dans la pâte un dessin ou une inscription. Il retournait la tuile et saupoudrait le dessous de sable fin et enlevait ensuite son moule pour faire la tuile suivante. Un bon ouvrier pouvait fabriquer plus de 800 tuiles par jour. Les tuiles vont ensuite être mises sur des planches pour être séchées environ un mois, puis cuites durant plusieurs jours.

## Les tuiles décorées

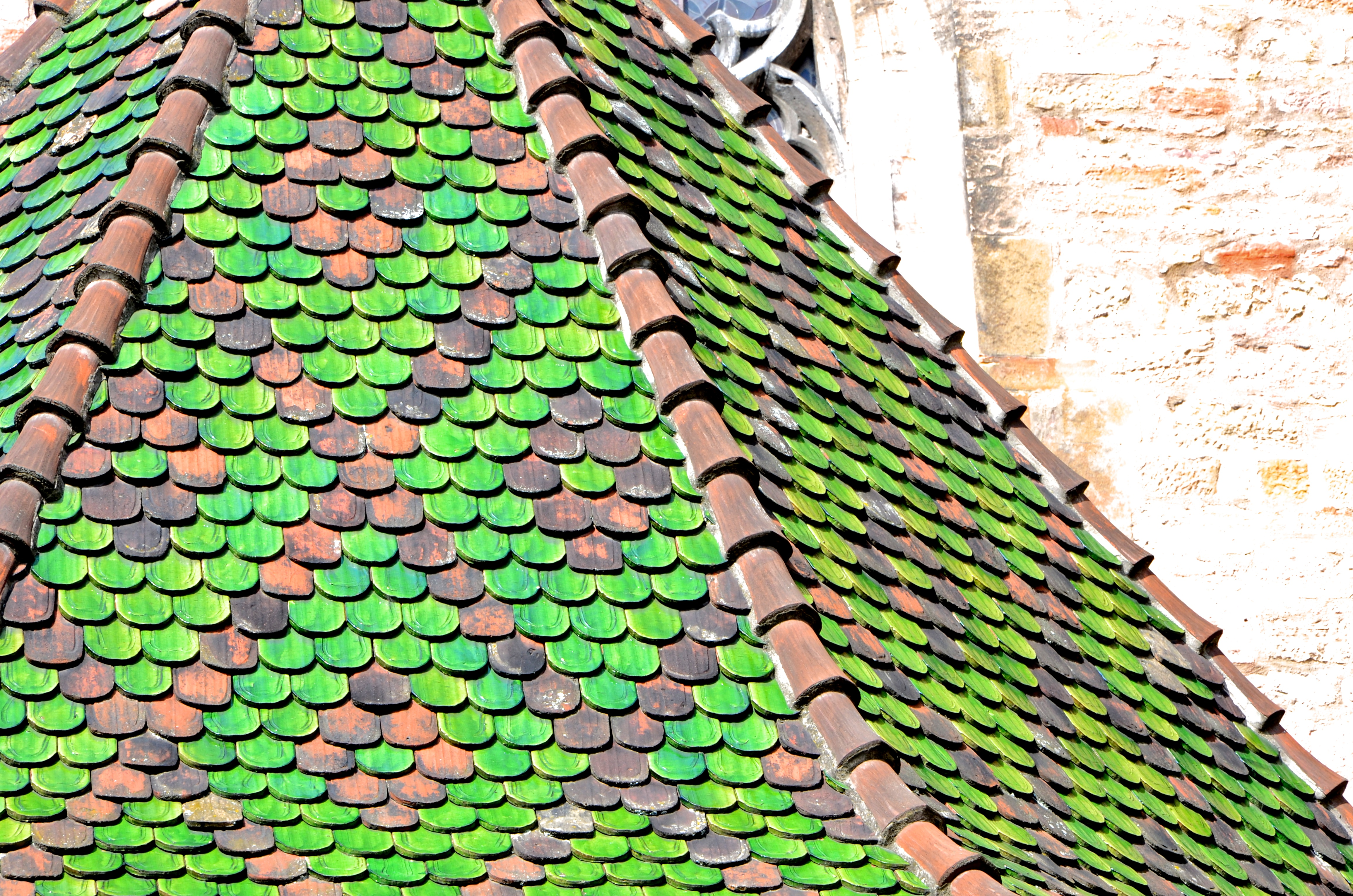
Tuiles vernissées de la Collégiale Saint-Martin de Colmar

À Soufflenheim, où se trouvaient une tuilerie et des ateliers de potiers, un certain nombre de tuiles étaient vernissées sur le dessus par des potiers. Les pièces monochromes étaient utilisées pour former des motifs décoratifs colorés sur le toit, alors que les pièces portant un décor figuré étaient généralement placées isolément sur le toit d'une maison. Elles pouvaient commémorer la construction de la maison et portent alors une date ou un nom, ou être des tuiles de protection.
Sur chaque toit se trouvait en général, près du faîte du pignon sur rue, une tuile particulière (schutzziegel), vernissée ou simplement gravée, dont le rôle était de protéger la maison. Le décor de cette tuile, tracé au doigt, incisé dans la pâte avec un outil ou estampé avec un tampon, représente fréquemment les initiales I H S, qui signifient en latin Iesus Hominum Salvator, Jésus Sauveur des Hommes (en allemand Iesus Heiland Seligmacher). Souvent accompagné d'une croix, le monogramme du Christ devait placer la maison sous la protection divine, pour la préserver de la foudre.
Un autre motif fréquent est celui du bouquet de fleurs dans un vase, ou Maikrug, dans lequel se trouve notamment la tulipe, fleur rare et chère, qui est donc censée attirer la prospérité sur la maisonnée. Le motif le plus fréquent sur les tuiles est celui du demi-soleil rayonnant, qui devient un soleil complet lorsque deux tuiles de ce type sont posées côte à côte.

## Jacob Kenzel, tuilier
Le tuilier Jacob Kenzel d'Adamswiller, en Alsace Bossue, qui a travaillé au moins de 1798 à 1824, avait une façon particulière de décorer les tuiles de protection. Il appliquait dans la pâte encore fraîche des tampons en bois sculptés en creux de motifs divers, comme le couple d'oiseaux (symbolisant le couple fondateur de la maison), le Maikrug ou la tulipe, disposés dans des rinceaux et couronnes de feuillage, les motifs étant à chaque fois combinés en une composition originale. Il n'oubliait jamais d'imprimer sur la tuile son nom ou ses initiales I K, devenant ainsi le seul potier à signer ses créations. Il a fabriqué aussi de grandes lucarnes en terre cuite, qui servaient à l'aération des combles, et sur lesquelles il écrivait parfois à la main de petits textes en allemand gothique.

## Les tuiles «de fin de journée»
On range généralement parmi les tuiles dites « de fin de journée » (fieroweziegel) des pièces portant des inscriptions ou des dessins de circonstance (déclaration d'amour, chute d'un ouvrier, prise d'un château-fort, arrivée des Prussiens en 1870,…). Ces dessins auraient été faits pour marquer la dernière tuile de la journée. Plus tard, les tuiles ont été conditionnées par palettes de cinquante et cet usage prit fin.
À partir de 1841, Xavier Gilardoni fabriqua à Altkirch des tuiles mécaniques ondulées qui se recouvraient sans laisser passer la pluie (Falzziejel). Appelé actuellement « tuile tradition », ce modèle a été beaucoup utilisé en Alsace pendant plus d'un siècle.

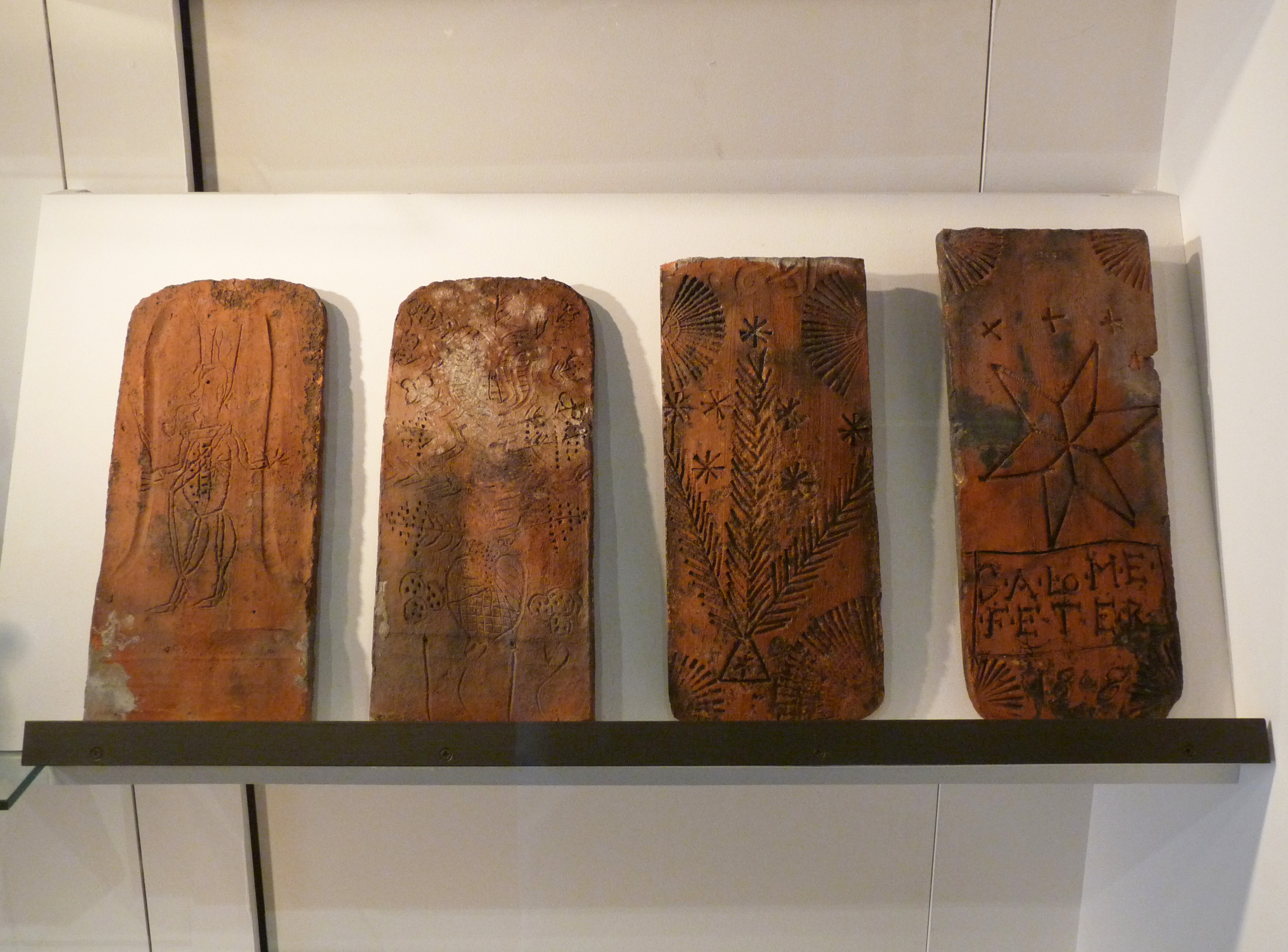
Tuiles gravées de motifs à caractère historique ou symbolique
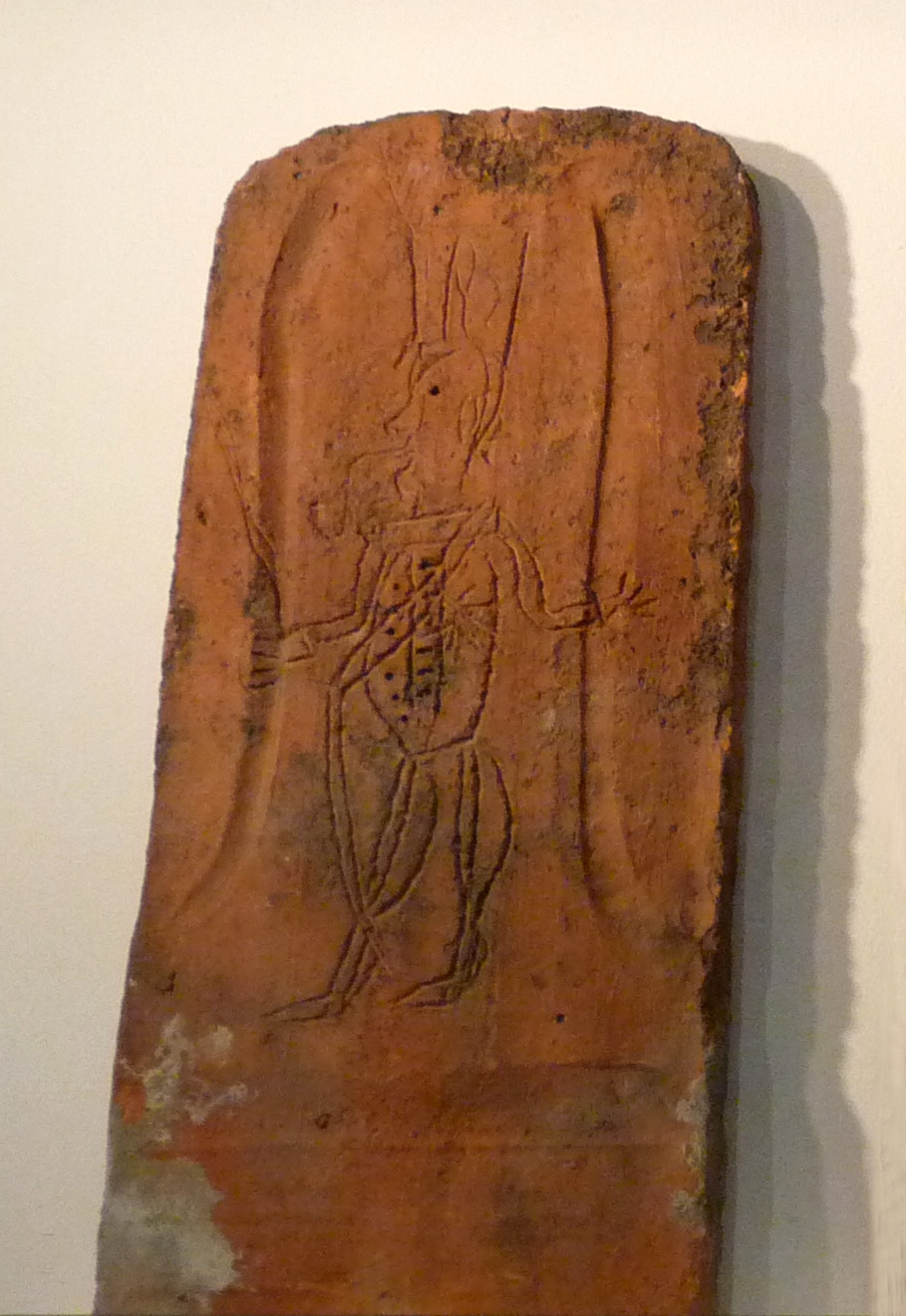
Tuile gravée d'une figure de militaire coiffé d'un shako et portant un sabre
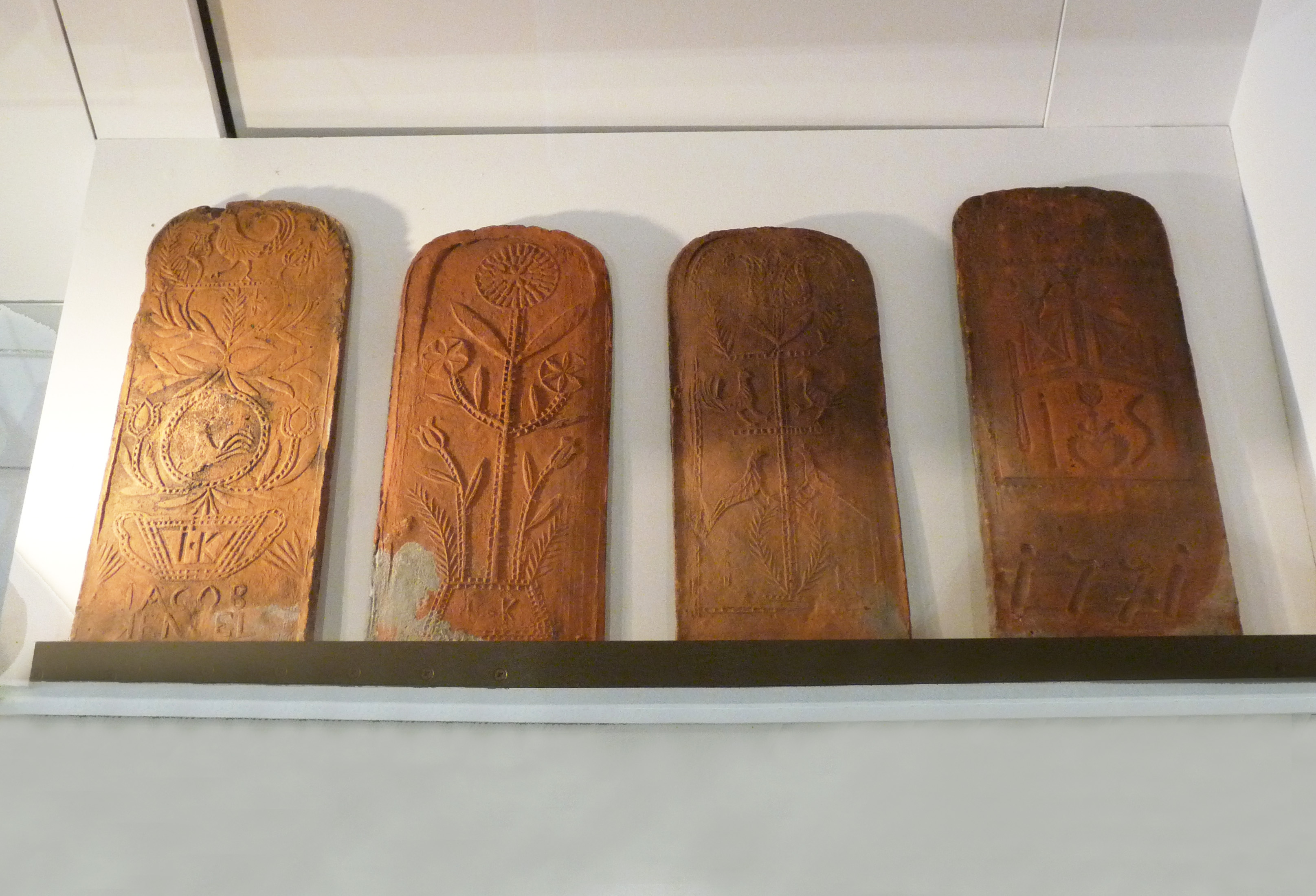
Tuiles estampées, à motifs de fleurs et d'oiseaux, fabriquées chez Jacob Kenzel à Adamswiller vers 1820 ; tuile de droite datée de 1771
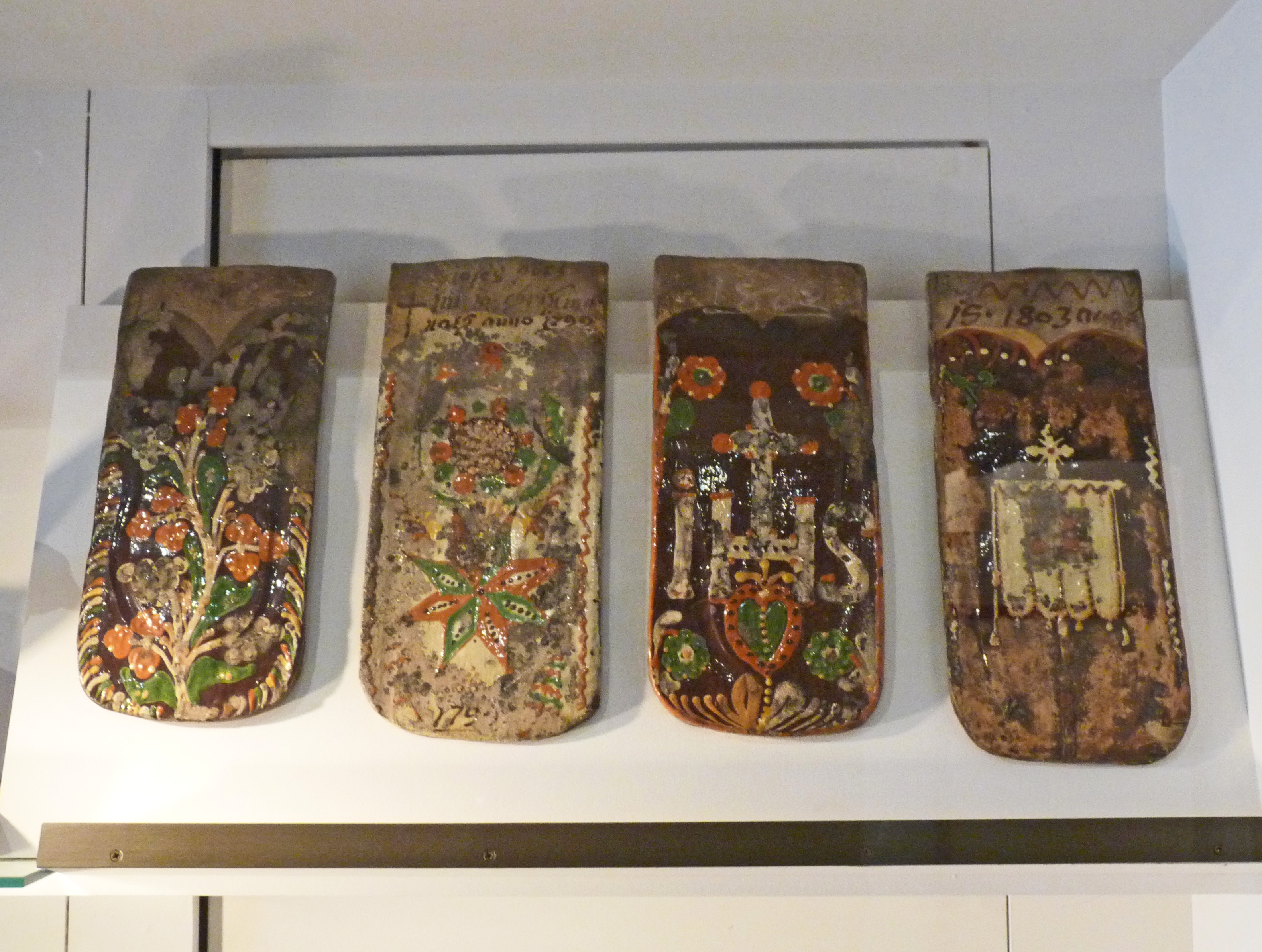
Tuiles à décor vernissé, fabriquées entre 1799 et 1803, avec des motifs symboliques ou religieux